# Eurytoma aciculata
Eurytoma aciculata är en stekelart som beskrevs av Julius Theodor Christian Ratzeburg 1848. Eurytoma aciculata ingår i släktet Eurytoma och familjen kragglanssteklar.
Artens utbredningsområde är:
- Österrike.
- Bulgarien.
- Tjeckien.
- Frankrike.
- Tyskland.
- Ungern.
- Nederländerna.
- Polen.
- Spanien.
- Sverige.
- Kroatien.

Arten är reproducerande i Sverige. Inga underarter finns listade i Catalogue of Life.